# Jiří Kyncl
Jiří Kyncl (* 3. November 1962 in Polička; † 31. Januar 2022) war ein tschechoslowakischer Eisschnellläufer.

## Karriere
Jiří Kyncl zog mit seiner Familie nach Svratka, wo er auf einer Natureisbahn trainierte. 1986 gab er sein Debüt im Weltcup. Bei den Olympischen Winterspielen 1988 startete Kyncl über 1500 und 5000 sowie über 10.000 Meter, wo er zugleich mit Rang 16 seine beste Platzierung erzielte. Vier Jahre später nahm er erneut in allen drei Disziplinen bei den Spielen von Albertville teil.
Während seiner Karriere wurde Kyncl siebenfacher nationaler Meister in der Tschechoslowakei und später in Tschechien. Des Weiteren konnte er während dieser Zeit mehrere nationale Rekorde aufstellen.
Jiří Kyncl starb am 31. Januar 2022 im Alter von 59 Jahren.